# Харрис, Шейн
Шейн Харрис (англ. Shane Harris)— американский журналист и писатель. Специализируется на освещении работы американских спецслужб.. Член фонда «Новая Америка».

## Карьера
До прихода в The Daily Beast 2014 году,  работал ведущим аналитиком журнала Foreign Policy, корреспондентом журналов Washingtonian, и National Journal.

## Политические взгляды
Харрис известен как противник  массовой слежки со стороны Агентства национальной безопасности (АНБ). В интервью журналу TIME Харрис заявил: «Мы перешли в эпоху, когда наблюдения и средства наблюдения в правительстве это просто реальность», — и выразил сомнение в том, что Конгресс Соединенных Штатов ограничивает практику массовой слежки в США.

## Книги
Харрис является автором книги «Наблюдатели: История государственной слежки в США», получившей в 2011 г. премию Хелен Бернстайн за выдающиеся достижения в области журналистики. Влиятельный журнал The Economist описал книгу как «яркий, информативный и интеллектуально продвинутый отчет о государственной слежке» и назвал её в числе «книг года» (2010). Другой заметной работой Харриса стала книга «Кибервойн@: Пятый театр военных действий».

## Награды
В 2010 году получил приз Джеральда Форда «за выдающиеся публикации по вопросам национальной обороны».